# واپی
واپی (به لهستانی: Łapy) یک شهر و گمینا در لهستان است که در گمینا واپه واقع شده است. لاپی ۱۲٫۱۴ کیلومتر مربع مساحت و ۱۶٬۰۴۹ نفر جمعیت دارد.